# Popławy

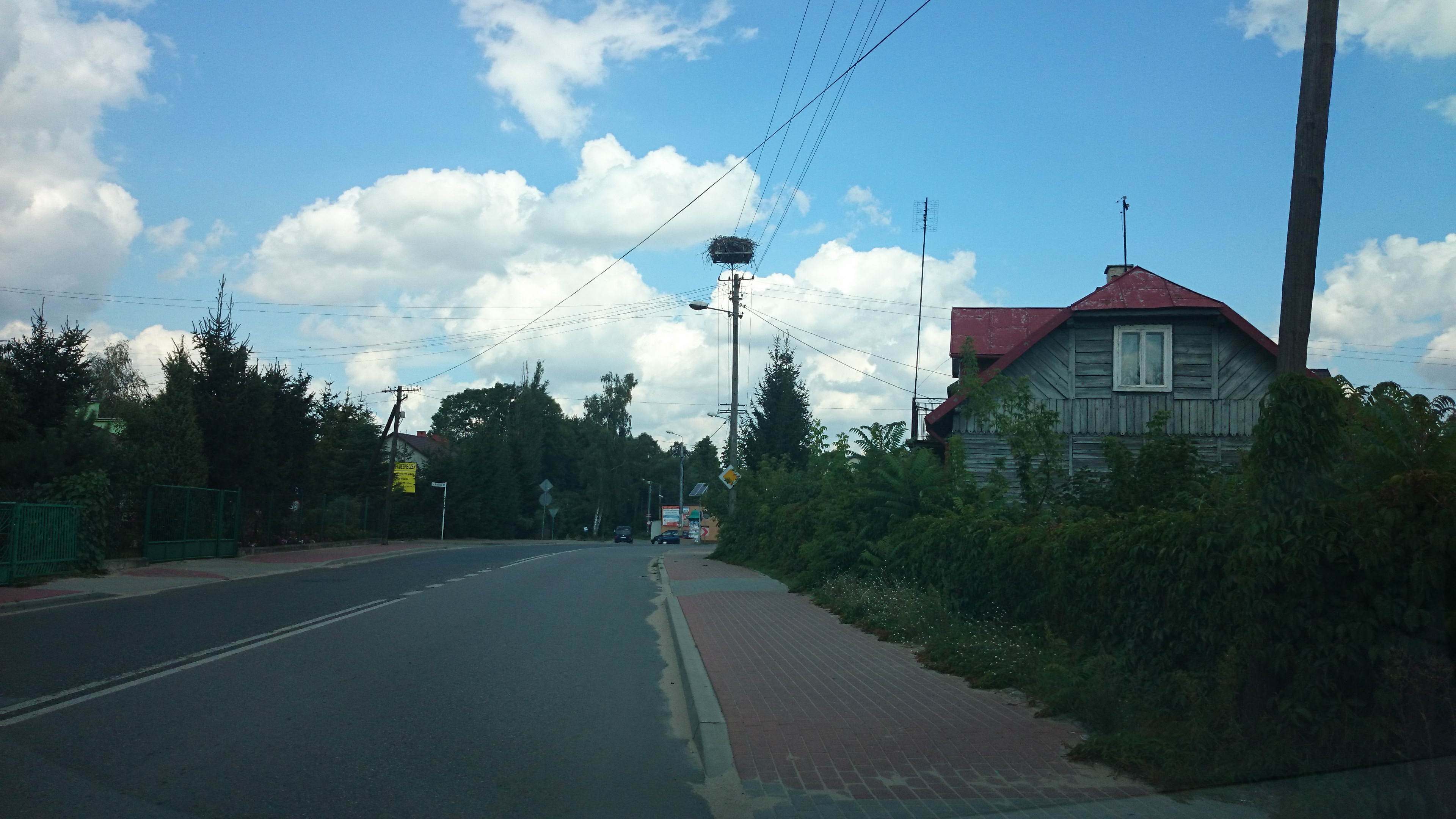
Calle de Poplawy.

Popławy [pronunciación en polaco: /pɔˈpwavɨ/] es un pueblo ubicado en el distrito administrativo de Gmina Sławno, dentro del Distrito de Opoczno, Voivodato de Łódź, en Polonia central. Se encuentra aproximadamente a 4 kilómetros al suroeste de Sławno, a 12 kilómetros al oeste de Opoczno, y a 65 kilómetros al sureste de la capital regional Łódź.